# Kup europskih prvaka 1995./96. (vaterpolo)
Kup europskih prvaka 1995./96. u završnici je igralo 8 momčadi.
Momčadi koje su igrale završnicu su:
- Catalunya
- Mladost
- Dinamo Moskva
- Újpest
- Partizan
- Posilipo
- Barcelona
- Spandau

## Turnir
- Catalunya - Mladost 5:10, 6:10 (ukupno 11:20)
- Dinamo Moskva - Újpest 9:7, 10:16 (ukupno 19:23)
- Partizan - Posilipo 10:8, 3:7 (ukupno 13:15)
- Spandau- Barcelona3:5, 7:8 (ukupno 10:13)

### Poluzavršnica
- Mladost - Barcelona10:6, 6:5 (ukupno 16:11)
- Dinamo Moskva - Posilipo 11:7, 11:11 (ukupno 18:22)

### Finale
- Újpest - Mladost 4:7, 6:6 (ukupno 10:13)

Pobjednik: Mladost
Prvak Europe je po sedmi put postala zagrebačka Mladost, u sastavu: Siniša Školneković, Zdeslav Vrdoljak, Dario Kobešćak, Frano Vićan, Igor Bosnić, Ratko Štritof, Vedran Jerković, Milorad Damjanić, Tino Vegar, Perica Bukić, Tomislav Rogin, Ivo Ivaniš, Vjekoslav Kobešćak i Ante Huljev. Trener: Ozren Bonačić